# SID (樂團)
（SID）為日本視覺系樂團，於2003年5月以主唱マオ（MAO）為中心結成，成員包括吉他手しんじ（Shinji）、贝斯手明 希（Aki）和鼓手ゆうや（Yuya）。以SID作為樂團名稱的原因至今不明。樂團於2008年10月29日宣佈出道，所屬マーヴェリック・ディー・シー・グループ（MAVERICK D.C GROUP）經紀公司，並於11月2日正式出道舉行出道紀念演唱會。

## 簡介
シド（SID）是日本的視覺系樂團。為Ki/oon Music Inc.（即日本索尼音樂娛樂（Sony Music Entertainment Japan Inc.）旗下的音樂軟體製作公司）唱片公司的旗下藝人。2003年5月，由マオ（MAO）和明希（Aki）組成，しんぢ（Shinji）及ゆうや（Yuya）則是支援團員，直到2004年1月14日しんぢ和ゆうや才真正加入，SID正式成立。除循環為明希作詞外，其餘皆由マオ負責，至於作曲主要由Shinji和明希負責，ゆうや偶爾也會作曲。SID結成當初開始的曲風偏向哀愁感、以情感為主、「哀愁歌謡」的新風格而造成話題騒動，早期（2003~2006年）SID則以「喪服」為主要特色妝扮，會畫「死妝」或「屍妝」，主流出道後，除明希有時候畫煙燻妝外，其都改以淡妝活動。至今共發行過21張單曲，以及7張專輯。2007年底發行的單曲「涙の溫度」在日本ORICON（Original Confidence）公信榜首週空降第四名銷售佳績。06年、07年及08年以地下樂團身份分別於日本武道館、兩國國技館及國立代代木競技場舉行演唱會，後者更聚集了兩萬名的觀眾。並於11月2日在日本武道館舉行出道紀念演唱會，一萬三千張門票於開售後兩分鐘急速售罄，同時於日本創下擁有極高人氣樂團，後更被譽為「日本史上最囂張的地下樂團」、「怪物級」。自2008年主流出道後僅2年之姿的身份，在2010年12月11日首次登上東京巨蛋（TOKYO DOME）舉辦動員人數共四萬人的公演。日本手機網站recochoku票選神之樂團中，シド獲得視覺系樂團第一名。
2012年11月17日、18日在台灣Neo Studio 舉辦TOUR 2012「M & W extra」。
2014年5月16日在香港 Macpherson Stadium 舉辦TOUR 2014 「OUTSIDER」香港場。
2014年5月23日、24日在台灣 ATT Show Box 舉辦TOUR 2014 「OUTSIDER」台北場。

## 成員

### マオ（Mao）/Vocal
本名：山口真生
出生日：10月23日
星座：天秤座
血型：AB型
身高：173 cm
- SID的主唱兼團長。
- 生於福岡縣久留米市。
- SID成軍前已和ゆうや組過「SHULA」這個搖滾樂團。
- 崇拜音樂家清春，右臂有著與其相同的ROCK STAR刺青；而左肩是有一條龍啣著一把武士刀，上面還有櫻花與櫻桃。マオ曾說自己的唱腔受到清春的影響很深。
- 愛稱為「（mao nyan）」及「（mao senpai）」。
- 喜歡粉色系羅莉塔風打扮的女生，常常在LIVE上對歌迷進行蘿莉教育。例如要求歌迷叫他「達令」還有「前輩」或稱癡漢。
- 早上起床第一件事是吸烟。但日前在個人博客表示已成功戒煙超過一年以上。
- 2013年患上美尼爾氏綜合症，已進行手術並完全康復。
- 2013年起身體狀況轉差，fans們也發現マオ唱歌時的異樣。
- 2015年在個人blog中公開近兩年的身體狀況，並得到fans們的支持。
- 2016年6月22日以「マオ from SID」Solo 主流出道。
- 2022年1月14日シド結成19週年宣布個人活動休止，專心治療聲帶。

### しんぢ（）/Guitar
本名：二宮慎司
生日：2月8日出生
星座：水瓶座
血型：O型
身高：178 cm
- 生於埼玉縣川口市。
- 2008年5月1日將名字表記更改為「shinji」。
- 非常愛好太田胃散，屢屢在自己Blog上發表吃了太田胃散的種種好處，因此還讓太田胃散公司頒發了感謝狀。
- 也十分喜愛蔥，2014年「OUTSIDER」演唱會中設計了以蔥為主的人偶。

### 明希（Aki）/Bass
本名：一木祥史
作曲時用的名字：御惠明希（みめぐみあき）
暱稱：明希様、明希しこ
出生日：2月3日
星座：水瓶座
血型：B型
身高：175 cm
- 出生於東京市，在神奈川縣厚木市長大。
- 作曲時會用「御惠明希」這個名字。
- 個性較其他成員穏重、擅長社交。
- 為所有團員中最具「視覺系」金屬風格的一位。
- 與v系團交往密切，包括Alice Nine，the GazettE，THE KIDDIE，ViViD，hyde……等。
- 身上有數不清的洞，分佈在耳、嘴、眉、舌頭、肚臍、乳頭（是釘得最痛的一次，釘的原因是希望團員嚇呆）。
- 2015年1月28日以「AKi」的名義 Solo Indie出道出了個人專輯，造成廣大迴響，生日時舉辦個人ライブ，門票全數售罄，當年12月16日再度發行第二張迷你專輯。
- 2016年7月24日以「AKi」來台參加貢寮海祭 Day3 世界搖滾來讚聲[1]。

### ゆうや（Yuya）/Drums
本名：白戸友也
生日：12月9日出生
星座：射手座
血型：A型
身高：180 cm
- 出生於千葉縣市原市
- 樂團最年輕的團員，擅於製造氣氛。
- 假面騎士的超級粉絲，深受藤岡弘影響。（假面騎士一號即是由藤岡弘飾演）
- 差不多每天都喝啤酒。
- 被しんぢ的媽媽討厭，曾被她說他的blog很無聊。
- 2014年開始使用Twitter。
- 紅髮為招牌，2015年染上啡髮，後來又染上金髮。

## 作品

### 喪服時代
| 喪服時代 | 喪服時代 | 喪服時代 | 喪服時代 | 喪服時代 | 喪服時代 |
| -------- | -------- | -------- | -------- | -------- | -------- |

| 順序  | 發售日        | 標題                    | 規格 | 發售時期編號 | 備註                            |
| ----- | ------------- | ----------------------- | ---- | ------------ | ------------------------------- |
| 1st   | 2003年8月     | 吉開学17歳 (無職)       | MD   | sid-000      |                                 |
| 2nd版 | 2003年11月    | 吉開学17歳（無職）2nd版 | MD   | sid-001      |                                 |
|       | 2004年3月28日 | 会場盤                  | CD   | sid-002      | 會場限定販售。 200張限量販售。  |
|       | 2004年4月4日  | 通販盤                  | CD   | sid-0001     | 郵購限定販售。 1000張限量販售。 |
| 1st   | 2004年6月6日  | 流通盤                  | CD   | SID-1        | 3000張限量販售。                |

### 單曲
| 獨立創作 | 獨立創作 | 獨立創作 | 獨立創作 | 獨立創作 | 獨立創作 |
| -------- | -------- | -------- | -------- | -------- | -------- |

| 順序 | 發售日                       | 標題                 | 規格 | 發售時期編號 | 排行榜最高名次 |
| ---- | ---------------------------- | -------------------- | --- | --- | -------------- |
| 1st  | 2005年10月12日               | Sweet?               | CD+DVD CD | DCCA-9019（初回限定盤） DCCA-1010（通常盤） | 23位           |
| 2nd  | 2006年2月8日                 | ホソイコエ           | CD+DVD CD | DCCA-9022（初回限定A） DCCA-9023（初回限定B） DCCA-1011(通常盤) | 18位           |
| 3rd  | 2006年6月14日                | chapter 1            | CD+DVD CD | XNDC-10201/B（初回限定A） XNDC-10202/B（初回限定B） XNDC-10203（通常盤） | 10位           |
| 4th  | 2006年8月16日                | 御手紙               | CD+DVD CD | XNDC-10211/B（初回限定A） XNDC-10212/B（初回限定B） XNDC-10213（通常盤） | 9位            |
| 5th  | 2007年4月4日                 | smile                | CD+DVD CD | XNDC-30003/B（初回限定A） XNDC-30004/B（初回限定B） XNDC-30005（通常盤） | 11位           |
| 6th  | 2007年7月11日                | 夏恋                 | CD+DVD CD | XNDC-30006/B（初回限定A） XNDC-30007/B（初回限定B） XNDC-30008（通常盤） | 10位           |
| 7th  | 2007年9月26日                | 蜜指〜ミツユビ〜     | CD+DVD CD | XNDC-30011/B（初回限定A） XNDC-30012/B（初回限定B） XNDC-30013（通常盤） | 5位            |
| 8th  | 2007年12月5日                | 涙の温度             | CD+DVD CD | XNDC-30015/B（初回限定A） XNDC-30016/B（初回限定B） XNDC-30017（通常盤） | 4位            |
| 主流 |                              |                      | | |                |
| 1st  | 2008年10月29日 2009年1月21日 | モノクロのキス       | CD+DVD CD | KSCL-1305/6（初回限定A） KSCL-1307/8（初回限定B） KSCL-1309（通常盤） KSCL-1341（生産限定盤）                                                                                          | 4位            |
| 2nd  | 2009年1月14日                | 2℃目の彼女           | CD+DVD CD | KSCL-1331/2（初回限定A） KSCL-1333/4（初回限定B） KSCL-1335（通常盤） | 3位            |
| 3rd  | 2009年4月29日 2009年5月27日  | 嘘                   | CD+DVD CD | KSCL-1390/1（初回限定A） KSCL-1392/3（初回限定B） KSCL-1394（通常盤） KSCL-1409（生産限定盤）                                                                                          | 2位            |
| 4th  | 2009年11月11日               | one way              | CD+DVD CD | KSCL-1480/1（初回限定A） KSCL-1482/3（初回限定B） SRCL-1484（通常盤） | 3位            |
| 5th  | 2010年3月3日                 | sleep                | CD+DVD CD | KSCL-1555/6（初回限定A） KSCL-1557/8（初回限定B） KSCL-1559（通常盤） | 2位            |
| 6th  | 2010年6月2日                 | レイン               | CD+DVD CD | KSCL-1593/4（初回限定A） KSCL-1595/6（初回限定B） KSCL-1597（通常盤） | 2位            |
| 7th  | 2010年9月29日                | cosmetic             | CD+DVD CD | KSCL-1630/1（初回限定A） KSCL-1632/3（初回限定B） KSCL-1634（通常盤） | 3位            |
| 8th  | 2010年12月1日                | 乱舞のメロディ       | CD+DVD CD | KSCL-1695/6（初回限定A） KSCL-1697/8（初回限定B） KSCL-1699（通常盤） | 5位            |
| 9th  | 2011年9月28日                | いつか               | CD+DVD CD | KSCL-1856/7（初回限定A） KSCL-1858/9（初回限定B） KSCL-1860（通常盤） | 2位            |
| 10th | 2011年12月28日               | 冬のベンチ           | CD+DVD CD | KSCL-1901/2（初回限定A） KSCL-1903/4（初回限定B） KSCL-1905（通常盤） | 6位            |
| 11th | 2012年5月2日                 | 残り香               | CD+DVD CD | KSCL-2015/6（初回限定A） KSCL-2017/8（初回限定B） KSCL-2019（通常盤） | 5位            |
| 12th | 2012年5月9日                 | S                    | CD+DVD CD | KSCL-2032/3（初回生産限定盤） KSCL-2034（通常盤） KSCL-2025（期間限定盤） | 4位            |
| 13th | 2012年11月21日               | V.I.P                | CD+DVD CD | KSCL-2153～2154（初回限定A） KSCL-2155～2156（初回限定B） KSCL-2157（通常盤） KSCL-2158（期間限定生産盤（CD））                                                                        |                |
| 14th | 2013年4月10日                | 恋におちて           | CD+初回特典DVD TOUR 2012『M&W』extra in台湾ライブ映像 Ver.A CD+初回特典DVD TOUR 2012『M&W』extra in台湾ライブ映像 Ver.B CD                                                                                        | KSCL2229-30(初回生産限定盤A) KSCL2231-32(初回生産限定盤B) KSCL2233(通常盤) |                |
| 15th | 2013年7月24日                | サマラバ             | CD+初回特典DVD SID in Singapore 密着映像Ver.A CD+初回特典DVD SID in Singapore 密着映像Ver.B CD | KSCL2281-82(初回生産限定盤A) KSCL2283-84(初回生産限定盤B) KSCL2285(通常盤) |                |
| 16th | 2013年11月6日                | ANNIVERSARY          | CD+DVD CD | KSCL-2324～2325（初回限定盤A） KSCL-22326～22327（初回限定盤B） KSCL-2328（通常盤） KSCL-2329（動畫盤）                                                                                | 6位            |
| 17th | 2014年2月12日                | hug                  | CD+メンバー別スペシャルフォトブック仕様 CD | KSCL2355-56【完全生産限定盤A（マオ）】 KSCL2357-58【完全生産限定盤B（Shinji）】 KSCL2359-60【完全生産限定盤C（明希）】品番 KSCL2361-62【完全生産限定盤D（ゆうや）】 KSCL2363【通常盤】 |                |
| 18th | 2014年8月27日                | ENAMEL               | CD+DVD CD+Photo book CD | KSCL2436/7（初回限定盤A） KSCL2438-9（初回限定盤B） KSCL2440（通常盤） KSCL2441（動畫盤）                                                                                              | 7位            |
| 19th | 2014年12月10日               | White tree           | CD+絵本+クリスマスBOX仕様+クリスマスカード+スペシャルオーナメント＜特設webサイトアクセス・キー付き＞ CD+Photo book CD                                                                                             | KSCL2526-7（初回限定盤A） KSCL2528-9（初回限定盤B） KSCL2530（通常盤） | 7位            |
| 20th | 2015年11月25日               | 漂流                 | CD+DVD+カレンダー(2016年カレンダー付き) CD+DVD CD | KSCL2636-38（初回限定盤A） KSCL2639-40（初回限定盤B） KSCL2641（通常盤） | 16位           |
| 21st | 2017年1月18日                | 硝子の瞳             | CD+初回特典DVD「硝子の瞳」Music Video+「硝子の瞳」Photo Session/Music Videoメイキング映像 CD＋写真集 CD CD+描きおろしイラスト紙ジャケット仕様+初回特典ジャケットデザインステッカー封入/フェニックスステッカー封入 | KSCL2826-7（初回限定盤A） KSCL2828-9（初回限定盤B） KSCL2530（通常盤） KSCL2531（動畫盤）                                                                                              |                |
| 22nd | 2017年5月10日                | バタフライエフェクト | CD+初回特典DVD 「バタフライエフェクト」Music Video/Photo Session/Music Videoメイキング映像 CD+初回特典DVD 「バタフライエフェクト」Music Video/スペシャルインタビュー映像 CD                                       | KSCL2909～2910(初回生産限定盤A) KSCL2911～2912(初回生産限定盤B) KSCL2913(通常盤) |                |
| 23rd | 2017年8月2日                 | 螺旋のユメ           | CD+DVD CD | KSCL-2943-44（初回限定盤A） KSCL-2945（通常盤） KSCL-2946-47（期間限定通常盤（動畫盤））                                                                                               | TBA            |

### 專輯

#### 原創專輯
| 獨立創作 | 獨立創作 | 獨立創作 | 獨立創作 | 獨立創作 | 獨立創作 |
| -------- | -------- | -------- | -------- | -------- | -------- |

| 順序 | 發售日         | 標題                     | 規格                  | 發售時期編號                                                                  | 排行榜最高名次 |
| ---- | -------------- | ------------------------ | --------------------- | ----------------------------------------------------------------------------- | -------------- |
| 1st  | 2004年12月22日 | 憐哀 -レンアイ-          | CD                    | DCCA-9016（初回限定盤） DCCA-31（通常盤初回プレス） DCCA-50(通常盤)           | 44位           |
| 2nd  | 2005年11月16日 | 星の都                   | CD                    | DCCA-9020（初回限定盤） DCCA-9021（通常盤）                                   | 26位           |
| 3rd  | 2006年11月8日  | play                     | CD+写真集 CD+DVD CD   | XNDC-10001（初回限定A） XNDC-10002/B（初回限定B） XNDC-10003（通常盤）        | 9位            |
| 4th  | 2008年2月20日  | センチメンタルマキアート | CD+DVD CD             | XNDC-10023/B（初回限定A） XNDC-10024/B（初回限定B） XNDC-10025（通常盤）      | 8位            |
| 主流 |                |                          |                       |                                                                               |                |
| 1st  | 2009年7月1日   | hikari                   | CD+DVD CD             | KSCL-1410/1（初回限定A） KSCL-1412/3（初回限定B） KSCL-1414(通常盤)           | 2位            |
| 2nd  | 2011年2月23日  | dead stock               | CD+DVD CD             | KSCL-1750/1（初回限定A） KSCL-1752/3（初回限定B） KSCL-1754（通常盤）         | 4位            |
| 3rd  | 2012年8月1日   | M&W                      | CD+DVD CD             | KSCL-2091/2（初回限定A 2區） KSCL-2093/4（初回限定B 2區） KSCL-2095（通常盤） | 3位            |
| 4th  | 2014年3月12日  | OUTSIDER                 | CD+DVD CD             | KSCL-2380/2（初回限定A） KSCL-2383/4（初回限定B） KSCL-2385（通常盤）         | 5位            |
| 5th  | 2017年9月6日   | NOMAD                    | CD+DVD CD             | （初回限定A） （初回限定B） （通常盤）                                        | 位             |
| 6th  | 2022年3月23日  | 海辺                     | CD+book CD+BD+BOOK CD | （Poetic盤） （Artistic盤） （通常盤）                                        | 位             |

### 精選集
- 2008.08.13『Side B complete collection〜e.B〜』
- 2013.01.16『SID 10th Anniversary BEST』
- 2013.08.21『Side B complete collection〜e.B〜2』
- 2013.08.21『Side B complete collection〜e.B〜3』
- 2016.01.13『SID ALL SINGLES BEST』

### DVD+CD
- 2005.07.20『paint pops』
  - （DVD）1. 　2.微熱　（CD）1. Re:Dreamer　2.合鍵
- 2013.01.16『SID 10th Anniversary BEST』

### DVD
- 2007.02.07『SIDNAD Vol.1 〜film of "play"〜』
- 2008.05.14『SIDNAD Vol.2 〜CLIPS ONE〜』
- 2008.10.15『SIDNAD Vol.3～TOUR 2008 ～』SIDNAD Vol.3 ~ 2008多愁瑪奇朵巡迴演唱會~
- 2010.02.10『SIDNAD Vol.4～TOUR 2009 hikari』SIDNAD Vol.4 ~ TOUR 2009星光乍現
- 2010.07.28『SIDNAD Vol.5～CLIPS TWO～』
- 2011.03.16『SIDNAD Vol.6～LIVE 2010～』
- 2011.10.05『SIDNAD Vol.7～dead stock TOUR 2011～』
- 2013.03.06『SIDNAD Vol.8～TOUR 2012 M&W～』
- 2013.12.11『SIDNAD Vol.9 ～YOKOHAMA STADIUM～ <10th Anniversary LIVE> 』
- 2014.04.09『SIDNAD Vol.10 ～CLIPS THREE 』
- 2014.09.03『SID 10th Anniversary TOUR 2013』
  - 『SID 10th Anniversary TOUR 2013 COMPLETE BOX』 盒裝收錄10th Anniv.五場LIVE 及 分售
    - 『SID 10th Anniversary TOUR 2013 ～福岡 海の中道 海浜公園 野外劇場～』
    - 『SID 10th Anniversary TOUR 2013 ～宮城 スポーツランド SUGO SP広場～』
    - 『SID 10th Anniversary TOUR 2013 ～大阪 万博記念公園 もみじ川芝生広場～』
    - 『SID 10th Anniversary TOUR 2013 ～富士急ハイランド コニファーフォレストⅠ～』
    - 『SID 10th Anniversary TOUR 2013 ～富士急ハイランド コニファーフォレストⅡ～』
- 2015.03.08『SID TOUR 2014 OUTSIDER』

### BLU-RAY DISC
- 2016.12.21 『SIDNAD Complete Blu-ray BOX』
  - 以前五場LIVE DVD BD化，2017年BD分售
- 2017.03.29 『SIDNAD Vol.4 ～TOUR 2009 hikari』
- 2017.03.29 『SIDNAD Vol.6 ～LIVE 2010～』
- 2017.03.29 『SIDNAD Vol.7 ～dead stock TOUR 2011～』
- 2017.03.29 『SIDNAD Vol.8 ～TOUR 2012 M&W～』
- 2017.03.29 『SIDNAD Vol.9 ～YOKOHAMA STADIUM～ <10th Anniversary LIVE>』

## 外部連結
- （日語）SID Official Web Site（页面存档备份，存于）
- （日語）シド Sony Music Web Site（页面存档备份，存于）
- （日語）シド マオ official blog（页面存档备份，存于） (Mao's blog )
- （日語）Mao's Room（页面存档备份，存于）（Mao's blog (舊)）
- （日語）Shinji's Diary（页面存档备份，存于）（Shinji's blog）
- （日語）シド 明希 official blog（页面存档备份，存于） (Aki's blog)
- Aki's FACEBOOK（页面存档备份，存于）
- （日語）Beautiful people!（页面存档备份，存于）（Aki's blog(舊)）
- （日語）シド ゆうや official blog（页面存档备份，存于） (Yuya's blog)
- （日語）SID ゆうやの何が何でもやるぞー（Yuya's blog (舊)）
- （日語）シド FACEBOOK（页面存档备份，存于）

1. ↑  memeonmusic. . MeMeOn Music. 2016-07-27  [2017-02-24]. （原始内容存档于2017-02-25）.